# Дауте, Иоганн Карл Фридрих
Иоганн Карл Фридрих Дауте (нем. Johann Carl Friedrich Dauthe, 1746—1816) — немецкий архитектор и гравёр эпохи раннего классицизма из Лейпцига.

## Биография
Иоганн Карл Фридрих Дауте родился в семье Иоганна Генриха Дауте — отставного курсаксонского солдата и владельца одной из лейпцигских кофеен. После частных уроков у основателя лейпцигской Академии художеств Адама Фридриха Эзера он поступил в Лейпцигский университет, продолжив затем обучение в дрезденской Академии искусств у Фридриха Августа Крубзациуса (нем. Friedrich August Krubsacius, 1718—1789) — одного из наиболее последовательных критиков стиля рококо.
С 1773 года Дауте занимал должность поверенного в государственном, мельничном и водном строительстве, испольняя одновременно обязанности саксонского землемера. По протекции Эзера в 1776 году он был призван преподавать архитектуру в лейпцигской Академии художеств, и с 1780 года вплоть до своей смерти занимал пост городского архитектора (городского директора по строительству).
С 1778 года Дауте был активным членом лейпцигской масонской ложи Минерва у трёх пальм, в состав которой входили известнейшие представители городской элиты.
В 1782 году он женился на Иоганне Магдалене Ольбрехт — дочери главного городского писчего.
Скончался Иоганн Карл Фридрих Дауте в возрасте 70 лет от сердечного приступа во время лечебного отдыха в силезском городе Бад-Флинсберг (ныне — Сверадув-Здруй).

## Творческое наследие

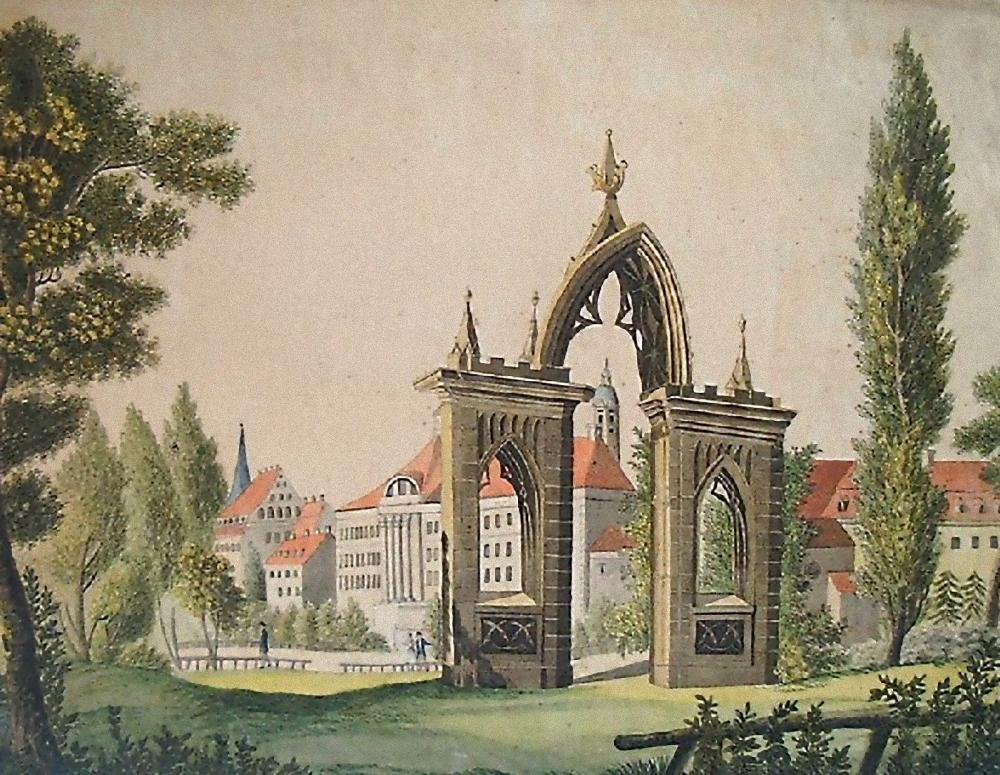
Готические ворота в английском парке

Иоганн Карл Фридрих Дауте заставил говорить о себе уже в 1770-е годы: в первую очередь, благодаря гравёрным работам на античные сюжеты. При этом экспериментальным путём ему удалось приблизиться к технике акватинты Жана-Батиста Лепренса.
Начало его собственно архитектурной карьеры ознаменовали разбивка парка и возведение городского дворца по заказу банкира Эберхарда Генриха Лёра (нем. Eberhard Heinrich Löhr, 1725—1798) на северной границе Лейпцига. Наряду с Вёрлицким парком они являлись одним из первых образцов нового классицистического стиля в Средней Германии, хотя и носили явные черты барокко и рококо.
Первым крупным и вместе с тем наиболее значимым проектом на посту главного лейпцигского архитектора для Дауте стало обустройство концертного зала в здании Гевандхауса в 1780—1781 годах — одного из первых специализированных концертных залов Европы. Считавшийся в своё время акустическим чудом, лейпцигский концертный зал стал основой мировой известности оркестра Гевандхауса.

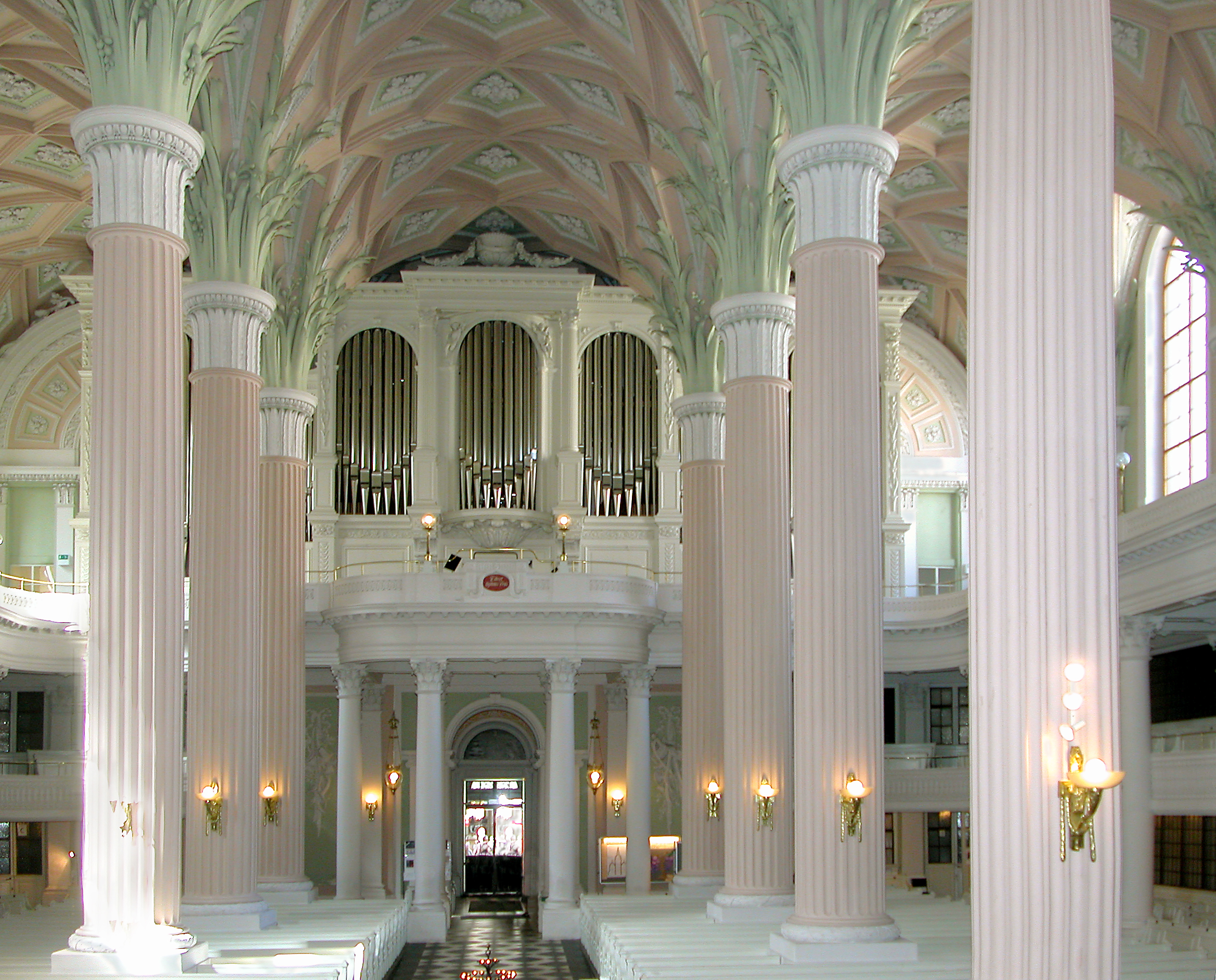
Деталь внутреннего убранства церкви св. Николая

С 1785 года Дауте был отвечал за разбивку ландшафтного парка в «английском стиле» с прудом и искусственным холмом на месте старых городских укреплений и прилегающей к нему обширной площадью (в настоящее время — Аугустусплац), что положило начало становлению до сих пор опоясывающего внутренний город Лейпцига парка-променада. Вероятно, по задумке Дауте вход в парк был обрамлён деревянными неоготическими воротами. Также по проекту Дауте был перестроен выходящий к парку фасад Городского воспитательного и сиротского приюта св. Георгия (нем. "Georgenhaus").
Не менее знаковым было переоформление внутреннего убранства позднеготической городской церкви св. Николая в 1784—1797 годах в классицистическом стиле — фактически единственная работа Дауте, дошедшая до наших дней почти в неизменном виде и считающаяся одним из наиболее оригинальных творений немецкого архитектурного классицизма.
Кроме того, в 1790 году на башне городского замка Плайсенбург по его проекту была обустроена университетская обсерватория.
Также в 1796—1804 годах на фундаментах старого бастиона Морица ему довелось спроектировать и начать возведение здания для первой внеконфессиональной городской школы Германии, основанной по инициативе бургомистра Карла Вильгельма Мюллера (нем. Carl Wilhelm Müller, 1728—1801) и законченной в 1834 году (здание утрачено в 1943 году).
Дауте приписывается и ряд прочих проектов и эскизов для частных заказчиков, среди прочего: дом для бургомистра Мюллера, дворец в Дёлькау (в составе города Лойна) и усадьба в Обершёна, деревенская церковь в Паунсдорфе и т. д.